# Монгольське завоювання Китаю
Монгольське завоювання Китаю - підкорення монголами Китайських держав, що відбувалося в XIII столітті.

## Завоювання

### Північний Китай
Початок першого етапу завоювання можна датувати 1209 роком. У 1211 році монгольські війська на чолі з Чингісханом виступили проти чжурчженської держави Цзінь (нині Північний Китай), яка не змогла протистояти монголам. До 1215 року держава майже повністю було завойована, був узятий Яньцзін.

### Другий етап
У 1226 році Чингісхан починає похід проти Тангутської держави Сі Ся, в 1227 року вона повністю знищена. На зворотньому шляху Чингісхан помер. Після нього правителем став Угедей, який в 1231 році спільно з Толуєм повів війська на імперію Цзінь. Уклавши проти неї тимчасовий союз з Південною Сун, до 1234 року вони спільно домагаються розгрому держави Цзінь.

### Південний Китай
У 1235 році починається війна монголів з імперією Сун. Спочатку активні військові дії в сорокових роках знизилися. У цьому регіоні монголи сконцентрувалися на війні з іншими державами (монгольське завоювання держави Далі, монгольські вторгнення до В'єтнаму). У 1258 році робиться нова атака на Сун, але китайці чинили запеклий опір, а до того ж смерть монгольського командувача Мунке змусила їх піти.

### Четвертий етап
Хан Хубілай почав похід в 1267 році, обложив міста Сян'ян і Фаньчен, взяті в 1273 році. Після чого наступ продовжився. 19 березня 1275 році у вирішальній битві біля Дінцзячжоу була розбита китайська армія, після чого монголи з легкістю продовжили захоплювати території. У 1276 вони взяли столицю Ліньань і імператора в полон. У 1279 році монголи розбили останні сили опору в битві біля Яшань, таким чином, закінчивши завоювання Китаю.

## Китай під владою монголів
Хубілаєм в 1280 році була заснована імперія Юань. Китайські війська брали участь у ряді воєн нарівні з монгольськими. Відомо про застосування ними облогових знарядь і навіть вогнепальної зброї.

## Повалення
В XIV столітті в Китаї почалася криза, підсилив невдоволення населення. В 1351 році через розлив річки Хуанхе Тоґон-Темур наказав зганяти народ для будівництва дамб, це призвело до повстань в Сюйчжоу і в Жаньяні. Утворилася селянська армія і почалося Повстання червоних пов'язок, яке закінчилося поваленням промонгольского режиму спочатку в Південному, а потім і в Північному Китаї.

## Див. Також
- Західний похід монголів